# Monte Argentario
Monte Argentario – miejscowość i gmina we Włoszech, w regionie Toskania, w prowincji Grosseto.
Według danych na rok 2004 gminę zamieszkiwało 12 148 osób, 202,5 os./km².